# 日本管蛛
日本管蛛（学名：Trachelas japonicus）为圆颚蛛科氣管蛛属的动物。

## 分佈
本物種分佈於俄羅斯的遠東地區、朝鲜半島、日本以及中国大陆的吉林、辽宁、浙江、江西、湖北、四川等地，常生活于灌木丛以及房屋墙壁。该物种的模式产地在日本。